# Vizekönigreich Peru

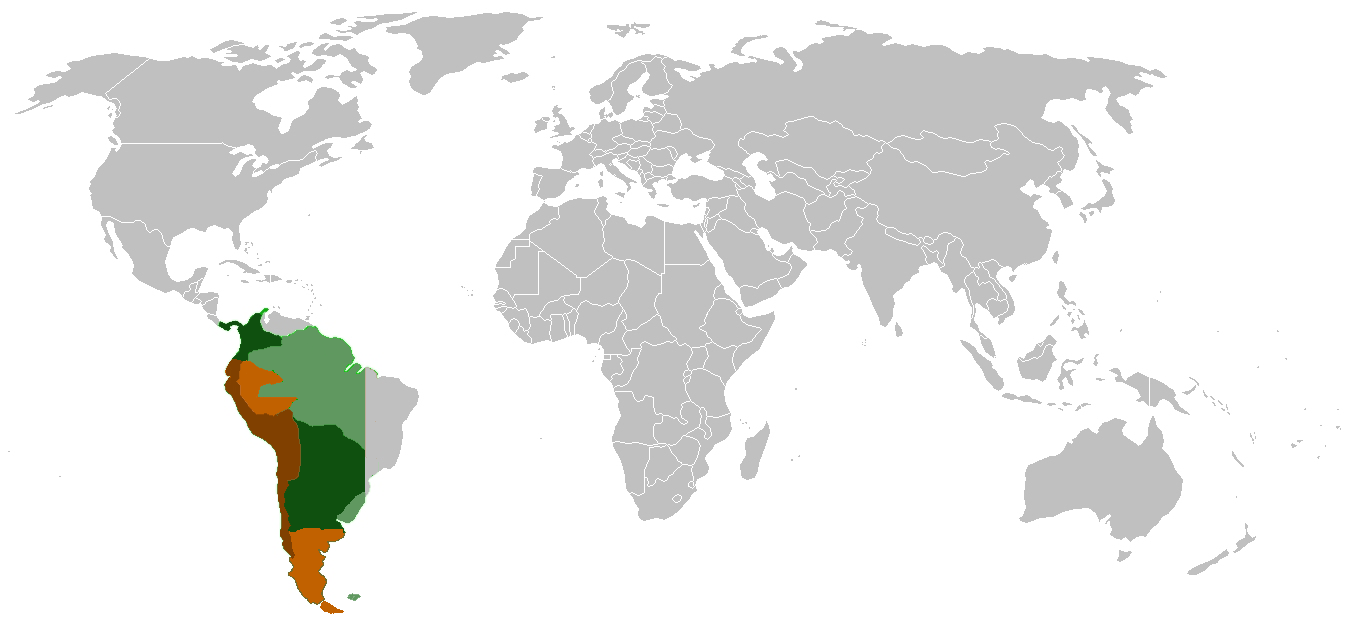
Vizekönigreich Peru (1542–1824)
Farbiger Bereich insgesamt: De-jure-Ausdehnung zum Gründungszeitpunkt (1542)
Dunkel getönter Bereich: effektiv beherrschtes Gebiet zum Zeitpunkt der größten Ausdehnung (um 1650)
Hell getönte Bereiche: theoretisch beanspruchte, aber effektiv niemals kontrollierte Gebiete
Brauner Bereich: Ausdehnung beim Untergang des Vizekönigreichs

Das Vizekönigreich Peru (spanisch Virreinato del Perú) war eine spanische Kolonie in Südamerika. Bei seiner Gründung 1542 umfasste es alle spanischen Besitzungen in Südamerika einschließlich Panamas, mit Ausnahme von Venezuela, das zum Vizekönigreich Neuspanien gehörte. Sitz des Vizekönigs war Ciudad de los reyes (heute Lima).
Mit der Gründung der Vizekönigreiche Neugranada (1717/1739) und Río de la Plata (1776) wurden große Gebiete abgetrennt; das verbliebene Vizekönigreich umfasste in etwa die heutigen Staaten Peru und Chile. Das Ende des Vizekönigreichs kam mit der Unabhängigkeit Chiles (1818) und Perus (1821/1824).

## Geschichte

### Präkolumbische Zeit
Das Gebiet des späteren Vizekönigreiches umfasste die Territorien verschiedener präkolumbischer Gesellschaften, die teilweise eine einfache Stammesorganisation, im Falle des Chimú- und des Inka-Reiches aber auch eine ausgeprägte Staatlichkeit aufwiesen. In der zweiten Hälfte des 15. Jahrhunderts expandierte das Inka-Reich durch Unterwerfung angrenzender Volksstämme (so auch der Chimú) so sehr, dass es zur Zeit seines Falls das Gebiet von Quito bis an den Río Maule in Chile und vom Pazifik bis zu den Urwäldern des Marañón umfasste.

### Beginn der spanischen Kolonisierung
Die spanische Expansion in die Gebiete des späteren Vizekönigreichs Peru begann an der Karibikküste. 1510 wurde mit Nombre de Dios die erste spanische Siedlung auf dem amerikanischen Festland gegründet, 1525 Santa Marta im heutigen Kolumbien. 1519 wurde mit Panama die erste Stadt an der Pazifikküste gegründet.

### Eroberung des Inkareichs
Von Panama aus begannen die Konquistadoren Francisco Pizarro und Diego de Almagro die Erkundung des Inkareichs, das von den Spaniern Peru genannt wurde. Das Reich war erst wenige Jahrzehnte zuvor auf seine gewaltige Größe expandiert und durch Seuchen, vor allem aber einen blutigen Bürgerkrieg geschwächt. 1532 gelang es einer kleinen Truppe um Francisco Pizarro, den Inkaherrscher Atahualpa im Handstreich gefangen zu nehmen. Teile des im Bürgerkrieg unterlegenen Inka-Adels und der von den Inka unterworfenen Völker unterstützten die Spanier, die dadurch in kurzer Zeit die Kontrolle über das ganze Reich erringen konnten.

### Gründung des Vizekönigreichs
Die Herrschaft im Gouvernement Neukastilien wurde zunächst von Francisco Pizarro und Diego de Almagro ausgeübt. Zwischen diesen kam es zu blutigen Konflikten um die Aufteilung, in deren Verlauf Almagro 1538 und Pizarro 1541 getötet wurden. Daraufhin übernahm die spanische Krone die Verwaltung und erklärte 1542 die spanischen Gebiete Südamerikas einschließlich Panamas zum Vizekönigreich Peru.
Der erste Vizekönig Blasco Núñez de Vela löste mit der strikten Durchsetzung der neuen Gesetze (Leyes Nuevas) zum Schutz der indigenen Bevölkerung einen Aufstand aus, bei dem er getötet wurde. Francisco Pizarros Bruder Gonzalo setzte sich an die Spitze des Aufstandes. Der König entsandte Pedro de la Gasca als Präsidenten der real audiencia von Lima mit außerordentlichen Vollmachten. Pedro de la Gasca gelang es, die Loyalität der meisten Spanier zurückzugewinnen und den Aufstand 1548 niederzuschlagen. In den folgenden Jahren konnte sich das Vizekönigreich stabilisieren.
Einige Jahre existierte noch ein Reststaat der Inkas, wobei sich Zeiten friedlicher Koexistenz und Widerstands gegen die Spanier abwechselten. Mit der Eroberung der Festung Vilcabamba und der Gefangennahme des letzten Inka Túpac Amaru 1572 hörte dieser Staat auf zu existieren.

### Weitere Expansion
Parallel dazu verlief die spanische Expansion am Südatlantik: 1536 wurde Buenos Aires gegründet und 1541 Asunción im Landesinneren. In den folgenden Jahren wurde die Verbindung zwischen Paraguay und dem heutigen Bolivien hergestellt.
Zeitgleich wurde das heutige Kolumbien und Ecuador kolonisiert: Von Santa Marta an der Karibikküste zog Gonzalo Jiménez de Quesada ins Landesinnere und gründete 1538 Bogotá. Bereits 1534 hatte Sebastián de Belalcázar von Peru aus das zum Inkareich gehörende Quito erobert.
Ebenfalls von Peru aus zog Pedro de Valdivia nach Chile und gründete ab 1541 Santiago und weitere Städte. Hier stieß die spanische Expansion an ihre Grenzen: Den Mapuche gelang es, die Spanier aus den Gebieten südlich des Flusses Bío Bío und der Stadt Concepción dauerhaft zu vertreiben und ihre Unabhängigkeit bis zum Ende der Kolonialzeit zu bewahren. Nur die weiter südlich gelegene Insel Chiloé und später die Stadt Valdivia blieben als Außenposten in spanischer Hand.
Damit hatte das spanische Kolonialreich in Südamerika im Wesentlichen seine endgültige Größe erreicht. Der Süden des heutigen Chile und Argentiniens blieb, ebenso wie Teile des Gran Chaco und Amazoniens, bis zum Ende der Kolonialzeit außerhalb der Kontrolle Spaniens und war nur nominell Teil des Vizekönigreichs.

### Teilung des Vizekönigreichs
Das Vizekönigreich umfasste zunächst alle Gebiete des spanischen Kolonialreichs in Südamerika einschließlich Panamas, ausgenommen Venezuela. Im Jahr 1717 wurden nördliche Gebiete (die heutigen Staaten Kolumbien, Panama und Ecuador) sowie Venezuela dem neu gegründeten Vizekönigreich Neugranada zugeschlagen. Diese Teilung wurde 1723 revidiert, dann aber 1739 dauerhaft vorgenommen. 1776 wurde das Vizekönigreich Río de la Plata (ungefähr die heutigen Staaten Bolivien, Paraguay, Uruguay und Argentinien) mit Sitz in Buenos Aires abgetrennt.

### Ende der Kolonialzeit
Die ersten Unabhängigkeitsbestrebungen in Spaniens südamerikanischen Kolonien begannen 1806 und bekamen ihren entscheidenden Schub durch die napoleonischen Kriege und die Besetzung Spaniens (1808–1814). Vorreiter auf dem Kontinent waren die Vizekönigreiche Neugranada (1809 Unabhängigkeitserklärung von Ecuador) und Río de la Plata (Mai-Revolution 1810).
Im Vizekönigreich Peru erfasste die Unabhängigkeitsbewegung zunächst Chile (1808). Dort folgte ein langer Krieg mit wechselnden Erfolgen, auf patriotischer Seite seit 1813 unter dem Oberbefehl von Bernardo O’Higgins, der nach der chilenischen Unabhängigkeitserklärung 1818 erster Präsident des Landes wurde.
Peru war bis dahin in spanischer Hand geblieben. Da die Gefahr der Rückeroberung bereits befreiter Regionen durch die Spanier bestand, brachen José de San Martín und Bernardo O’Higgins 1820 zur argentinisch-chilenischen Expedition zur Befreiung Perus auf. Eine Zeit lang war Peru daraufhin zweigeteilt: Das Küstengebiet mit Lima und Callao befand sich in der Hand der 1821 eingesetzten republikanischen Regierung, während der Süden (das heutige Bolivien) und das Bergland unter spanischer Kontrolle verblieben. Erst das Eingreifen großkolumbianischer Kräfte unter Simón Bolívar und Antonio Sucre im September 1824 brachte die militärische Entscheidung und führte zum endgültigen Erfolg der peruanischen Patrioten. Nach ihren Siegen in der Schlacht von Junín und der Schlacht bei Ayacucho kapitulierte der letzte spanische Vizekönig José de la Serna im Dezember 1824 und wurde mit den verbliebenen royalistischen Offizieren nach Spanien zurückgeschickt. Der letzte spanische Besitz in Südamerika, die Insel Chiloé, wurde 1826 von den Streitkräften der Republik Chile eingenommen.

## Verwaltung

Audiencias des Vizekönigreichs Peru (Nummerierung siehe Text). Weiß gezeichnet sind die heutigen Staatsgrenzen

Hauptstadt des Vizekönigreichs war die Stadt Lima, die Francisco Pizarro 1535 am Pazifik gegründet hatte. Lima wurde politisches, wirtschaftliches und kulturelles Zentrum des Vizekönigreichs und Sitz eines Erzbistums.
An der Spitze des Vizekönigreichs stand der Vizekönig, der vom König ernannt wurde. Die großen Entfernungen zum Mutterland machten es unerlässlich, dass der Vertreter des Königs ausgedehnte Vollmachten erhielt, die dem eines Monarchen ähnelten. Dem Vizekönig stand die audiencia (Regierungsrat) zur Seite, der richterliche und Verwaltungsbefugnisse hatte. Die audiencia bestand anfangs aus vier Mitgliedern, oidores genannt. Der älteste der oidores war der Präsident der audiencia und vertrat den Vizekönig im Verhinderungsfall. Die Vizekönige wie auch die höchsten Amtsträger waren fast durchweg Spanier aus dem Mutterland.
Während des 17. Jahrhunderts umfasste das Vizekönigreich sechs provinzielle Verwaltungseinheiten, die audiencias:
1. Panamá (gegr. 1564)
2. Bogotá (gegr. 1547)
3. Quito (gegr. 1563)
4. Lima (gegr. 1543)
5. Charcas (gegr. 1561)
6. Chile (gegr. 1565)

## Wirtschaft

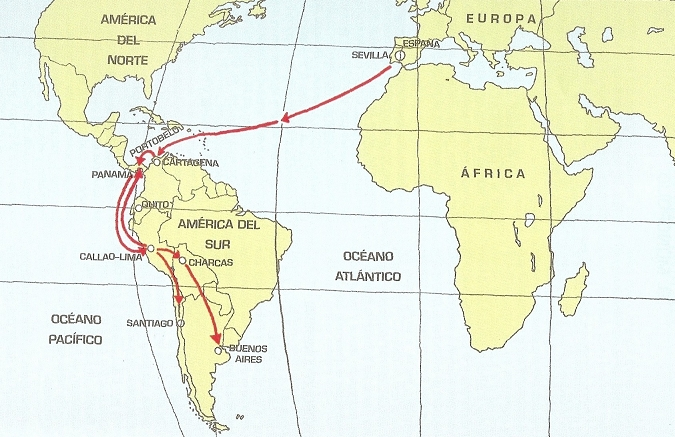
Handelsrouten des Vizekönigreichs

Peru galt als reichste der spanischen Kolonien. Die Versetzung vom Amt des Vizekönigs von Neuspanien auf das Amt des Vizekönigs von Peru galt als Beförderung.
Wichtigstes Exportgut des Vizekönigreichs waren Edelmetalle. Peru war reich an Gold, und der Silberbergbau in Potosí förderte immense Mengen an Silber zutage. Der Handel war streng reglementiert und nur mit dem Mutterland Spanien und nur über die Hafenstadt Sevilla und später Cádiz erlaubt. Im Vizekönigreich war nur der Hafen von Callao bei Lima zugelassen, sowie Cartagena und Panama für den Transit. Dies führte dazu, dass sogar Waren von und nach Buenos Aires den Umweg über Lima nehmen mussten. Erst in der Mitte des 18. Jahrhunderts, unter den Bourbonen, wurden diese Restriktionen gelockert.
Die Arbeitskraft der Indianer war von großer Bedeutung. Zwar hatte die Krone schon 1500 die Versklavung von Indianern – im Gegensatz zu Afrikanern – verboten, und die Indianer galten nominell als unmündige, aber freie Untertanen. Aber das System der encomienda wurde missbraucht und führte oft zu Verhältnissen ähnlich der Leibeigenschaft. Zum Schutz der indigenen Bevölkerung verfügte die spanische Krone eine Trennung der europäisch geprägten Städte mit ihrer Bevölkerung aus Spaniern, Kreolen, Mestizen und Afrikanern von den Wohngebieten der Indianer.